# Девушка из камеры № 25
«Де́вушка из ка́меры № 25» — советский художественный фильм о Великой Отечественной войне, снятый в 1971 году режиссёром Давидом Рондели (киностудия «Грузия-фильм») по сценарию Георгия Северского, Резо Эбралидзе и В. Максимова. Фильм рассказывает о действиях советских подпольщиков в Симферополе. В центре событий реально существовавшая подпольщица Зоя Рухадзе, расстрелянная оккупантами в апреле 1944 года.

## Прототипы и сюжет
После успеха своего киносценария 1969 года «Адъютант его превосходительства» о событиях гражданской войны, писатель и бывший командир партизан Крыма, подполковник в отставке Г. Л. Северский обратился к близкой для себя теме — деятельности Симферопольского подполья в годы Великой Отечественной войны. Киносценарий был написан в соавторстве с Р. Эбралидзе и В. Максимовым. В центре сюжета — реальная подпольщица и комсомолка Зоя Рухадзе. Она принадлежала в молодёжной организации Бориса Хохлова. После его ареста в конце 1943 года ушла на нелегальное положение, была арестована в марте 1944 года. Зое Рухадзе палачи выкололи глаза, вырвали волосы, поломали пальцы, отрезали нос. Была казнена 10 апреля 1944 года за два дня до освобождения Симферополя.
Симферополь занят немецко-румынскими войсками. Оккупантам неспокойно, происходят ночные перестрелки, гитлеровцы устраивают облавы, на улицах появляются листовки. Работает подполье, связанное с крымскими партизанами. И в центре этих событий — Зоя Рухадзе, комсомолка, разведчица и партизанская связная. На экране хроника её короткой жизни, оборвавшейся в застенках симферопольской тюрьмы в апреле 1944 года, когда к городу подходила Красная Армия.

## В ролях[4]
| Актёр               | Роль                                                                            |
| ------------------- | ------------------------------------------------------------------------------- |
| Манана Мдивани      | подпольщица, партизанская связная Зоя Рухадзе (озвучивание — Данута Столярская) |
| Михаил Жиров        | Ставро (озвучивание — Рудольф Панков (в титрах указан как Г. Панков)            |
| Юрий Сорокин        | Борис Хохлов (в титрах указан как И. Сорокин)                                   |
| Анатолий Ромашин    | он же «Мужик», разведчик Голицын (озвучивание — А. Кузнецов)                    |
| Валентин Зубков     | Кузьма (озвучивание — Юрий Боголюбов)                                           |
| Александр Шмелев    | Андрей (озвучивание — Иван Рыжов)                                               |
| Александр Литкенс   | Анатолий (озвучивание — Алексей Сафонов)                                        |
| Отар Кипиани        | Петре (озвучивание — Артём Карапетян)                                           |
| Эрвин Кнаусмюллер   | немецкий полковник Браун                                                        |
| Станислав Чекан     | начальник криминальной полиции, изменник Родины Илья Туркин                     |
| Бадри Кобахидзе     | немецкий офицер (озвучивание — М. Рыскин) Фогт                                  |
| Светлана Коновалова | мать Зои Рухадзе                                                                |
| Манана Манагадзе    | Зойка (озвучивание — Надежда Румянцева)                                         |

## Съёмки
Старый город в Симферополе служил натурной декорацией для картины «Девушка из камеры № 25» (режиссёр Д. Е. Рондели, 1972) о подвиге симферопольских подпольщиков. Его главной героиней стала подпольщица Зоя Рухадзе. В фильме зданием гестапо выступил особняк Талмуд-тора (в годы оккупации гестапо действительно располагалось на ул. Студенческой, но в другом здании). Во время съёмок над ним кратковременно поднимался нацистский флаг.